# Spiegel Online
Spiegel Online (AVA) es uno de los sitios web de noticias más leídos en lengua alemana. Fue fundado en 1994 como la versión en línea y filial de la revista de noticias Der Spiegel, con un equipo de periodistas que trabajan de forma independiente de la revista. Hoy en día, Spiegel Online es el producto de medios en línea más frecuentemente citado en Alemania. Spiegel Online Internacional, una sección con artículos traducidos al inglés, fue lanzado en el otoño de 2004.